# Самаила (Арђеш)
Самаила (рум. Sămăila) насеље је у Румунији у округу Арђеш у општини Прибојени. Oпштина се налази на надморској висини од 280 m.

## Становништво
Према подацима из 2002. године у насељу је живело 321 становника, од којих су сви румунске националности.